# ボクの理想の異世界生活
『ボクの理想の異世界生活』（ボクのりそうのいせかいせいかつ）は、イチリによる日本の漫画作品。成人向け同人誌としてサークル「23.4ド」より2017年から2022年まで発表された。

## あらすじ
40歳で童貞の主人公は、自慰行為の最中にテクノブレイクを起こして死亡し、異世界で「ノルン」という少年に転生する。その異世界は人が獣の耳と尻尾を持ち、オスよりメスの数が多く一夫多妻制が当たり前になっていた。オスは年に一度しか発情しないとされているが、ノルンはいつでも自由に発情できる「王の器」という体質だった。
ノルンは婚約者のミーシアのほかにも、ミーシアの幼馴染のチセや隣の家に住むラビメアを嫁にして交尾に励み、一方で国が存在を秘匿している魔法について調べていく。

## 登場人物
ノルン
王の器という体質を持つ獣耳の少年。40歳で童貞の男が異世界に転生した姿。
ミーシア
ノルンの婚約者で第一夫人の猫耳の少女。
チセ
ミーシアの幼馴染で、メイドとしてやってきた少女。ノルンの第二夫人。
ラビメア
ノルンの隣の家に住む、転生者の兎耳の少女。ノルンの第三夫人。
ナチェリス
国王の娘である虎耳の少女。ノルンの第四夫人。

## 書誌情報
| 巻数 | 書名                      | 発行日         | イベント              |
| ---- | ------------------------- | -------------- | --------------------- |
| 1    | ボクの理想の異世界生活    | 2017年12月31日 | コミックマーケット93  |
| 2    | ボクの理想の異世界生活2   | 2018年4月30日  | COMIC1☆13             |
| 3    | ボクの理想の異世界生活3   | 2018年8月12日  | コミックマーケット94  |
| 4    | ボクの理想の異世界生活4   | 2018年12月31日 | コミックマーケット95  |
| 5    | ボクの理想の異世界生活5   | 2019年4月29日  | COMIC1☆15             |
| 6    | ボクの理想の異世界生活6   | 2019年8月11日  | コミックマーケット96  |
| 7    | ボクの理想の異世界生活6.5 | 2019年10月6日  | COMIC1☆16             |
| 8    | ボクの理想の異世界生活7   | 2019年12月30日 | コミックマーケット97  |
| 9    | ボクの理想の異世界生活8   | 2020年5月1日   | コミックマーケット98  |
| 10   | ボクの理想の異世界生活9   | 2020年12月30日 | エアコミケ2           |
| 11   | ボクの理想の異世界生活10  | 2022年5月8日   | COMIC1☆20             |
| 12   | ボクの理想の異世界生活11  | 2022年12月31日 | コミックマーケット101 |

| 巻数 | 書名                           | 発行日         | イベント                    |
| ---- | ------------------------------ | -------------- | --------------------------- |
| 1    | ボクの理想の異世界生活総集編01 | 2019年12月30日 | コミックマーケット97        |
| 2    | ボクの理想の異世界生活総集編02 | 2021年8月14日  | 第2回ウルトラサマーフェスタ |
| 3    | ボクの理想の異世界生活総集編03 | 2023年12月31日 | コミックマーケット103       |

## 関連作品

### 小説
- 市村鉄之助（著）・イチリ（原作・挿絵） 『ボクの理想の異世界生活 ケモ耳美少女ハーレムでエッチな日常』 キルタイムコミュニケーション〈二次元ドリーム文庫〉、2020年7月28日発売[17]、ISBN 978-4-7992-1384-1
- 上原りょう（著）・イチリ（原作・イラスト） 『ボクの理想の異世界生活 幸せいっぱいケモ耳ハーレム！』 フランス書院〈美少女文庫〉、2021年5月17日発売[18]、ISBN 978-4-8296-2141-7
- 上原りょう（著）・イチリ（原作・カバーイラスト） 『ボクの理想の異世界生活 恋が深まるケモ耳ハーレム』 フランス書院〈フランス書院eブックス〉、2022年2月25日配信[19]

### 商業漫画
空維深夜による一般向けコミカライズ『ボクの理想の異世界生活 転生したらケモ耳娘だらけの世界でハーレムに』が『ドラドラしゃーぷ＃』 (KADOKAWA) にて2023年1月から連載中。
- イチリ（原作）・空維深夜（作画） 『ボクの理想の異世界生活 転生したらケモ耳娘だらけの世界でハーレムに』 KADOKAWA〈ドラゴンコミックスエイジ〉、既刊2巻（2024年12月9日現在）
  1. 2023年12月8日発売[1][21]、ISBN 978-4-04-075235-8
  2. 2024年12月9日発売[22]、ISBN 978-4-04-075737-7

### OVA
成人向けOVAがメリー・ジェーンによって制作されている。第1話は2025年5月2日、第2話は2025年8月8日に発売された。
スタッフ
- 原作 - イチリ
- プロデューサー - 44℃梅毒、太多秀太
- キャラクターデザイン・作画監督 - マツジュン
- 絵コンテ・演出 - 太多秀太
- 美術監督 - hidehide
- 色彩設計・色指定・検査 - 蒼山聖良
- 撮影監督 - 競昌則
- 音響監督 - 三枝千秋
- 編集 - 新海コウキ
- 音楽 - 金山登
- 音響制作 - ブリキスクラッチ
- アニメーション制作 - スタジオ1st
- 監督 - 太多秀太
- 製作 - メリー・ジェーン

キャスト
- ノルン - 小波すず
- ミーシア - ヒマリ
- チセ - 藤咲ウサ
- ノルン（40歳） - 陽奈森優

## コラボレーション
救世少女 メシアガール おかわり
コラボイベント第1弾は2022年12月5日から2023年1月4日まで実施された。第2弾は2024年2月26日から3月18日まで実施された。
キャスト
- ミーシア - ヒマリ
- チセ - 藤咲ウサ
- ラビメア - 飴川紫乃
- ナチェリス - 鈴谷まや

雀皇麻雀
コラボイベントが2023年11月1日から12月17日まで実施された。
キャスト
- ミーシア - 竹達彩奈
- チセ - 桜咲千依
- ラビメア - 五十嵐裕美
- ナチェリス - 石上静香